# 温峤镇
温峤镇俗称温西，位于温岭市西南部，全镇面积78.8平方公里，辖45个行政村和4个居委会。该镇历史悠久，始建于晋代。温岭市市名来源于该镇的温峤岭。

## 现任领导
党委书记 陈文波  
党委副书记、镇长  项根法